# 納納巴里亞河
納納巴里亞河（Nana Barya ）是中非共和國的河流，自發源地瓦姆-彭代省往東北方向流進，成為中非共和國和乍得接壤的邊界，最終在乍得注入瓦姆河，納納巴里亞動物保護區以該河命名。